# Nick Labuschagne
Pas d'image ? Cliquez ici

a Compétitions nationales et continentales officielles uniquement.

b Matchs officiels uniquement.
Nicholas Arthur "Nick" Labuschagne, né le 26 mai 1931 à Durban et mort le 5 juillet 2024, est un joueur de rugby international anglais d'origine sud-africaine. Il évolue au poste de talonneur.

## Carrière
Il dispute son premier test match le 17 janvier 1953 contre le pays de Galles puis joue quatre autres matchs du tournoi en 1955.
Il fait partie de l'équipe du Natal de 1958 qui affronte les Français dans une série historique pour les Bleus.
Il effectue sa carrière au sein de la province du Western Province puis du Natal avant de partir en Angleterre pour le club du Guy's Hospital. Il retourne en Afrique du Sud, devient plus tard président du Natal.

## Palmarès
- 5 sélections
- Sélections par saison : 1 en 1953, 4 en 1955.